# Polk City (Floride)
Pour les articles homonymes, voir Polk City.
Polk City est une ville des États-Unis située dans le comté de Polk en Floride.

## Démographie
| 1930 | 1940 | 1950 | 1960 | 1970 | 1980 |
| ---- | ---- | ---- | ---- | ---- | ---- |
| 222  | 195  | 171  | 203  | 151  | 576  |

| 1990  | 2000  | 2010  | - | - | - |
| ----- | ----- | ----- | - | - | - |
| 1 439 | 1 516 | 1 562 | - | - | - |

Au recensement de 2000, sa population était de 1 516 habitants.

## Source de la traduction
- (en) Cet article est partiellement ou en totalité issu de l’article de Wikipédia en anglais intitulé « Polk City, Florida » (voir la liste des auteurs).